# Mount Wodzicki
Mount Wodzicki ist ein 2380 m hoher Berg im ostantarktischen Viktorialand. Er ist die höchste Erhebung eines Gebirgskamms zwischen Mount Jamroga und dem Helix-Pass im Zentrum der Bowers Mountains.
Der New Zealand Antarctic Place-Names Committee benannte ihn nach dem aus Polen stammenden US-amerikanischen Geologen Antoni Jontek Wodzicki (1934–1999), der diesen Berg zwischen 1974 und 1975 im Rahmen des New Zealand Antarctic Research Program zu Studienzwecken bestiegen hatte.